# Lyda Indart
Lyda Mirtha Indart Ciachetta (Fray Bentos, 12 de abril de 1917 - Montevideo, 6 de junio de 2006) fue una pianista de música clásica uruguaya.

## Biografía
Hija de Alberto F. Indart y Florentina Ciachetta. Completó en Montevideo su formación pianística con los maestros Vicente Pablo y Guillermo Kolischer, formación que había iniciado en el Conservatorio Thibaud-Piazzini en Buenos Aires. Fue profesora de Música en Enseñanza Secundaria y en el Sodre, solista de la Orquesta Sinfónica bajo la batuta del maestro Erich Kleiber y otros brillantes conductores como Alejandro Szenkar, Nino Stinco, Enrique Jordá, Jean Louis Leroux, Juan José Castro, Juan Protasi o Carlos Estrada. 
En 1963 viaja a Francia con una beca del gobierno francés y allí permanece 34 años de activa vida musical tanto en Francia como en España y en Inglaterra, donde también realiza grabaciones para la BBC de Londres. 
En 1997 – a sus 80 años - retorna al Uruguay, donde continúa su carrera musical como solista y acompañante en diversos recitales, prepara Óperas en el Sodre y realiza una amplia tarea como acompañante de jóvenes valores del canto lírico. 
Actúa en el Teatro Solís como solista, junto a la Orquesta Filarmónica de Montevideo. 
En el año 2002 recibe un homenaje en el Teatro Young de su natal Fray Bentos y el 10 de febrero de 2006 la Junta Departamental de Montevideo la homenajea dando cuenta de todo el aprecio que esta personalidad supo ganarse a lo largo del tiempo.
Estuvo casada con Cédar Viglietti y fue madre de Daniel Viglietti.